# Михаило Палеолог (син цара Јована V)
Михаило Палеолог (грч. Μιχαήλ Παλαιολόγος лат. Michael Palaiologos, умро 1376 или 1377. године) је био син византијског цара Јована V Палеолога и царице Јелене Кантакузин и брат царева Андроника IV Палеолога и Мануела II Палеолога, члан династије Палеолога.

## Биографија
Његов деда по мајци био је византијски цар Јован VI Кантакузин, а бака царица Ирина Асен (унука бугарског цара Јована Асена III и царице Ирине Палеолог, ћерке византијског цара Михаила VIII Палеолога). По очевој страни, унук је цара Андроника III Палеолога и царице Ане Савојске.
Михаило је деспот Загорске деспотовине.
Ратовао је са деспотом Добротицом, владаром суседне Добруџанске деспотовине. Њих двоје су склопили мир и деспот Михаило Палеолог се венчао 1374. године. са Добротицином ћерком. Њих двојица су ушли у савез који је имао за циљ да постави Михаила на престо Трапезунтског царства.
Године 1366. деспот Михаило Палеолог је пратио свог оца у престоницу Угарске краљевине, Будим, да тражи војну помоћ против Османлија. Око 1371. год он је гувернер Месемврије.
Године 1376-1377. он је, у савезу са Млечанима и деспотом Добротицом, покушао да се домогне престола цара Алексија III Великог Комнина, цара Трапезунта. Њихов поход на мору је неуспешан. Убрзо после тога, 1376. или 1377. године, деспота Михаила Палеолога је у Друстеру убио његов шурак Тертер, један од синова деспота Добротице.